# Wilfried Puis
Wilfried Puis (Oostende, 18 februari 1943 – aldaar, 21 oktober 1981) was een Belgische voetballer. Hij was een linksbuiten die in de jaren 60 en 70 het mooie weer maakte bij RSC Anderlecht, Club Brugge, KSC Lokeren en het Belgisch voetbalelftal. Hij stierf op 38-jarige leeftijd aan de gevolgen van kanker.
Puis was een snelle linksbuiten die over een uitstekende traptechniek beschikte. Zijn handelsmerk was een passeerbeweging buitenom, gevolgd door een strakke voorzet. Door zijn positie en speelstijl werd hij regelmatig vergeleken met generatiegenoot Francisco Gento. Puis veroverde in de jaren 60 zes landstitels en een beker met RSC Anderlecht. Daarnaast kwam hij ook 49 keer uit voor de nationale ploeg. In 1970 nam hij deel aan het WK in Mexico.

## Carrière

### Jeugd
Wilfried Puis, geboren en getogen in Oostende, leerde op jonge leeftijd voetballen bij het plaatselijke SKV Oostende. Hij kende een moeilijk jeugd die gekenmerkt werd door een slechte relatie met zijn stiefvader. Puis bracht een groot deel van zijn jeugd door bij zijn grootouders. Op 13-jarige leeftijd maakte de kleine aanvaller de overstap naar vierdeklasser VG Oostende. Eind jaren 50 maakte hij zijn debuut in het eerste elftal. Toen hij als voetballer geld kon verdienen, nam zijn stiefvader hem terug in huis.Puis speelde 389 wedstrijden in Eerste klasse en scoorde 61 doelpunten.

### RSC Anderlecht
In 1960 versierde Puis een transfer naar RSC Anderlecht. Een jaar eerder was de Brusselse club ook Laurent Verbiest in Oostende gaan wegkapen. Verbiest nam de introverte Puis meteen onder zijn hoede. In geen tijd werden de twee goede vrienden. Het was dan ook een zware klap voor Puis toen Verbiest in 1966 overleed na een auto-ongeluk.

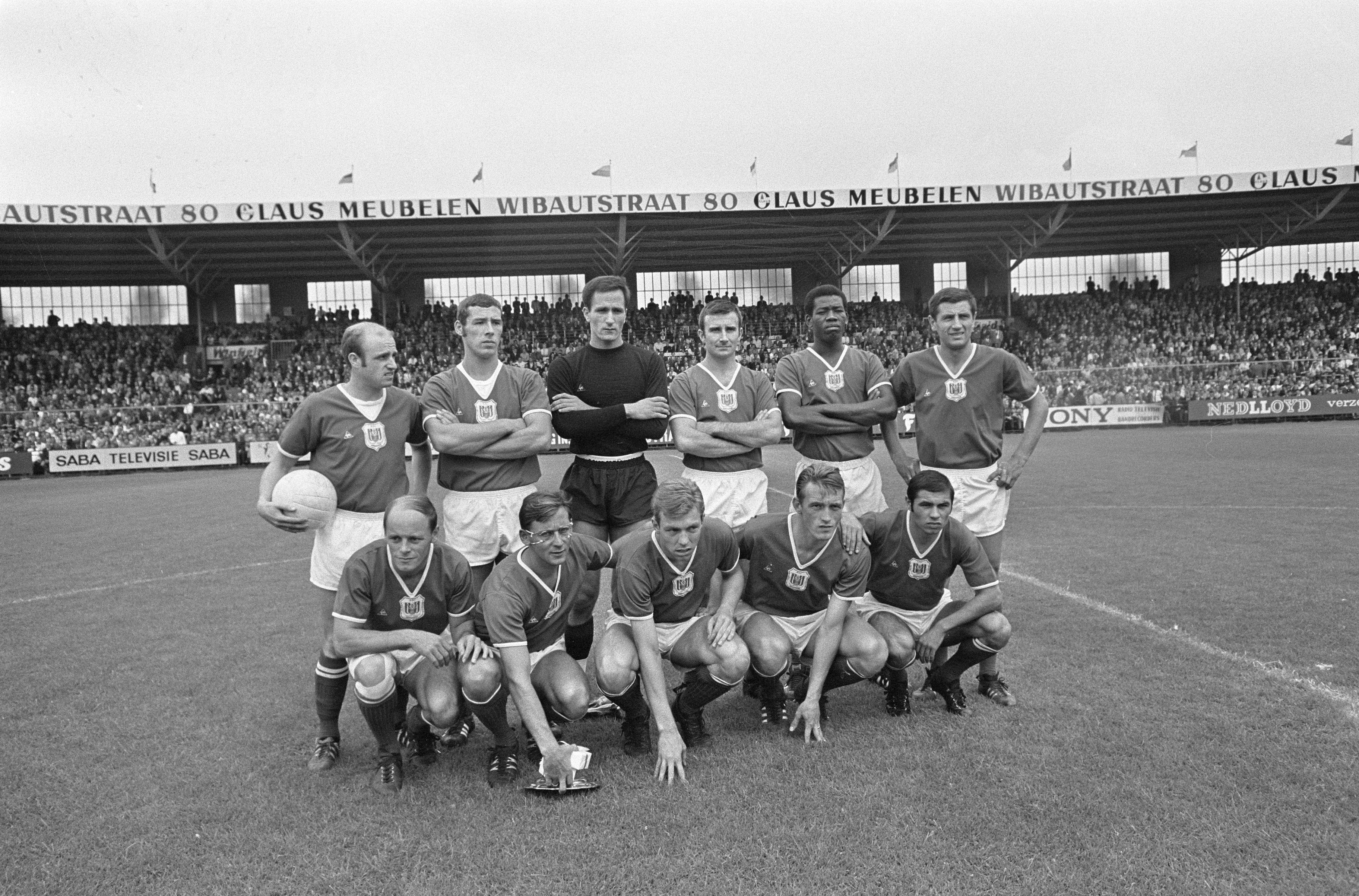
Het Anderlecht van de jaren 60 met Van Himst, Jurion, Mulder en Puis (rechts, zittend).

Hoewel Puis bekendstond als een rustige, introverte jongen had hij binnen het team de reputatie van grappenmaker en plaaggeest. In geen tijd werd hij een vaste waarde bij paars-wit. Als linksbuiten was hij verantwoordelijk voor de aanvoer van spitsen Paul Van Himst, Jacques Stockman en Jan Mulder. Van Himst, die in de jaren 60 zou uitgroeien tot een van de beste spelers uit het Belgisch voetbal, scoorde in zijn carrière talloze doelpunten op aangeven van Puis. In 1962 won Puis zijn eerste landstitel met RSC Anderlecht.
In het seizoen 1962/63 maakte de snelle linksbuiten zijn Europees debuut. Hij mocht het met RSC Anderlecht in de eerste ronde van de Europacup I opnemen tegen het Real Madrid van sterspelers Ferenc Puskás, Alfredo Di Stéfano, Francisco Gento en Amancio. In Madrid werd het 3-3, Puis scoorde na 80 minuten het laatste doelpunt van de partij. De terugwedstrijd in Brussel won Anderlecht met het kleinste verschil. Anderlecht werd uiteindelijk pas in de kwartfinale uitgeschakeld door Dundee.
In 1964 werd Puis voor de tweede keer kampioen met paars-wit. Begin 1965 werd de 20-jarige Oostendenaar verkozen tot Gouden Schoen. Hij was na Jef Jurion en Paul Van Himst de derde Anderlechtspeler die de prestigieuze trofee in ontvangst mocht nemen. Een half jaar na zijn Gouden Schoen veroverde Puis voor het eerst de dubbel met Anderlecht. In de bekerfinale won paars-wit met 3-2 van rivaal Standard Luik. Puis scoorde in de finale een van de drie Brusselse doelpunten. Een jaar later stonden beide teams opnieuw tegenover elkaar in de finale. Ditmaal won Standard met 1-0. Anderlecht pakte dat jaar wel opnieuw de landstitel en bereikte de kwartfinale van de Europacup I. RSC Anderlecht werd uitgeschakeld door Real Madrid. In de terugwedstrijd die Anderlecht met 4-2 verloor scoorde Puis een knap doelpunt via een vrije trap. Ook de twee volgende seizoenen werd hij telkens kampioen met de Brusselaars.
In 1970 bereikten Puis en zijn ploegmaats de finale van de Jaarbeursstedenbeker. Voor het eerst in de geschiedenis kon RSC Anderlecht een Europese trofee in de wacht slepen. De Brusselaars namen het in de finale op tegen Arsenal. Paars-wit won de heenwedstrijd met 3-1, maar ging in Londen met 3-0 onderuit.

### Club Brugge
Eind jaren 60 greep Anderlecht geen prijzen meer. De club maakte een generatiewissel door en nam afscheid van verscheidene sterkhouders. In 1968 vertrok aanvoerder Jef Jurion, twee jaar later volgden Puis, Johan Devrindt en Pierre Hanon. De inmiddels 28-jarige Oostendenaar stapte samen met ploeggenoot Johnny Velkeneers over naar Club Brugge. Linksbuiten Rob Rensenbrink maakte de omgekeerde beweging en werd Puis' opvolger bij Anderlecht. Bij blauw-zwart vormde de Oostendenaar samen met Johny Thio en Raoul Lambert het aanvalstrio. Club Brugge en Anderlecht sloten het seizoen af op een gedeelde eerste plaats, maar omdat Anderlecht een wedstrijd meer had gewonnen, werden de Brusselaars kampioen.

### KSC Lokeren
Puis' ex-ploegmaat Jurion was inmiddels coach geworden bij tweedeklasser KSC Lokeren. In 1972 haalde hij de linksbuiten van Club Brugge naar Lokeren. Puis werd omgevormd tot spelverdeler, maar verdween door zijn overstap naar de tweede klasse uit beeld bij de nationale ploeg. In 1974 promoveerde hij met Lokeren naar de hoogste afdeling. Met spelers als Puis, Johan Devrindt, Bouke Hoogenboom, Maurits De Schrijver en René Verheyen wist Lokeren zich makkelijk te handhaven in de eerste klasse. Puis zelf werd voor zijn prestaties bij Lokeren beloond met een terugkeer bij de nationale ploeg.

### AS Oostende
In 1976 keerde de 33-jarige Puis terug naar zijn geboortestad, waar hij toen ook een sportwinkel uitbaatte. De middenvelder tekende bij AS Oostende, dat twee jaar eerder naar de hoogste afdeling was gestegen. De gewezen Gouden Schoen kreeg de opdracht om Oostende in de eerste klasse te houden, maar zakte al na één seizoen naar de tweede klasse. Puis probeerde zich met Oostende terug te knokken, maar slaagde daar niet in. In 1979 degradeerde de club zelfs naar de derde klasse. Na dat seizoen hield Puis het ook voor bekeken. Hij bouwde zijn carrière af bij het bescheiden VV Coxyde.
In 1981 takelde Puis zienderogen af. Hij leed aan kanker en vermagerde zo'n 30 kilogram. Hij overleed op 21 oktober. Puis werd 38 jaar.

## Nationale ploeg
Op 13 mei 1962 maakte de toen 19-jarige Puis onder selectieheer Constant Vanden Stock zijn debuut voor het Belgisch voetbalelftal. Puis mocht toen in een vriendschappelijke interland tegen Italië aan de rust invallen voor Marcel Paeschen. Vanaf dan werd hij een vaste waarde bij de nationale ploeg.
In 1970 plaatste België zich voor het eerst sinds 1954 voor een groot toernooi. De Duivels van bondscoach Raymond Goethals mochten dat jaar naar het WK in Mexico. Het toernooi werd een flop. Heel wat Belgen werden in Mexico geteisterd door heimwee en presteerden ondermaats. Aanvoerder Paul Van Himst werd na het toernooi de kop van Jut en weigerde nadien nog voor de nationale ploeg uit te komen. Uit solidariteit voor zijn Anderlechtploegmaat deed Puis hetzelfde. In 1971 keerden beide spelers terug.
Na zijn transfer naar Lokeren in 1972 verdween Puis uit beeld bij de nationale ploeg. Pas toen hij met de tweedeklasser naar de hoogste afdeling promoveerde en de club uitgroeide tot een subtopper werd Puis opnieuw opgeroepen. Op 27 september 1975 speelde hij tegen de DDR zijn laatste interland voor België. Het team van Goethals verloor het duel met 1-2, de 32-jarige Puis scoorde het enige Belgische doelpunt.

## Erelijst
| Nationaal         |    |                                    |
| Belgisch kampioen | 6x | 1962, 1964, 1965, 1966, 1967, 1968 |
| Beker van België  | 1x | 1965                               |
| Individueel       |    |                                    |
| Gouden Schoen     | 1x | 1964                               |

## Trivia
- Wilfried Puis was getrouwd met Micheline. Het koppel trouwde in het Schotse Gretna Green, hoewel Puis' stiefvader tegen het huwelijk was.

1 Piot ·
2 Heylens ·
3 Thissen ·
4 Dewalque ·
5 Jeck ·
6 Dockx ·
7 Semmeling ·
8 Van Moer ·
9 De Vrindt ·
10 Van Himst  ·
11 Puis ·
12 Trappeniers ·
13 Beurlet ·
14 Martens ·
15 Vandendaele ·
16 Polleunis ·
17 Verheyen ·
18 Lambert ·
19 Carteus ·
20 Peeters ·
21 Janssens ·
22 Duquesne ·
Coach: Goethals
1954: Rik Coppens · 1955: Fons Van Brandt · 1956: Vic Mees · 1957: Jef Jurion · 1958: Roland Storme · 1959: Lucien Olieslagers · 1960–61: Paul Van Himst · 1962: Jef Jurion · 1963: Jean Nicolay · 1964: Wilfried Puis · 1965: Paul Van Himst · 1966: Wilfried Van Moer · 1967: Fernand Boone · 1968: Odilon Polleunis · 1969: Wilfried Van Moer · 1970: Wilfried Van Moer · 1971: Erwin Vandendaele · 1972: Christian Piot · 1973: Maurice Martens · 1974: Paul Van Himst · 1975: Johan Boskamp · 1976: Rob Rensenbrink · 1977: Julien Cools · 1978: Jean-Marie Pfaff · 1979: Jean Janssens · 1980: Jan Ceulemans · 1981: Erwin Vandenbergh · 1982: Eric Gerets · 1983: Frank Vercauteren · 1984: Enzo Scifo · 1985–86: Jan Ceulemans · 1987: Michel Preud'homme · 1988: Lei Clijsters · 1989: Michel Preud'homme · 1990: Franky Van der Elst · 1991: Marc Degryse · 1992: Philippe Albert · 1993: Pär Zetterberg · 1994: Gilles De Bilde · 1995: Paul Okon · 1996: Franky Van der Elst · 1997: Pär Zetterberg · 1998: Branko Strupar · 1999: Lorenzo Staelens · 2000: Jan Koller · 2001: Wesley Sonck · 2002: Timmy Simons · 2003: Aruna Dindane · 2004: Vincent Kompany · 2005: Sérgio Conceição · 2006: Mbark Boussoufa · 2007: Steven Defour · 2008: Axel Witsel · 2009: Milan Jovanović · 2010: Mbark Boussoufa · 2011: Matías Suárez · 2012: Dieumerci Mbokani · 2013: Thorgan Hazard · 2014: Dennis Praet · 2015: Sven Kums · 2016: José Izquierdo · 2017: Ruud Vormer · 2018–19: Hans Vanaken · 2020: Lior Refaelov · 2021: Paul Onuachu · 2022: Simon Mignolet · 2023: Toby Alderweireld · 2024: Hans Vanaken